# Ningjiabu
Ningjiabu (kinesiska: 宁家埠镇, 宁家埠) är en köping i Kina. Den ligger i provinsen Shandong, i den östra delen av landet, omkring 43 kilometer nordost om provinshuvudstaden Jinan. Antalet invånare är 31 030. Befolkningen består av 15 745 kvinnor och 15 285 män. Barn under 15 år utgör 15,0 %, vuxna 15-64 år 73 %, och äldre över 65 år 10,0 %.
Genomsnittlig årsnederbörd är 841 millimeter. Den regnigaste månaden är juli, med i genomsnitt 315 mm nederbörd, och den torraste är januari, med 6 mm nederbörd.